# Kraftwerk Ladyschyn
Das Kraftwerk Ladyschyn ist ein Kohlekraftwerk in Ladyschyn, Oblast Winnyzja, Ukraine. Es ist im Besitz von DTEK und wird auch von DTEK betrieben.

## Kraftwerksblöcke
Das Kraftwerk besteht aus insgesamt sechs Blöcken, die von 1970 bis 1971 in Betrieb gingen. Die folgende Tabelle gibt einen Überblick:
| Block | Max. Leistung (MW) | Betriebsbeginn | Turbine | Generator | Dampfkessel | Status     |
| ----- | ------------------ | -------------- | ------- | --------- | ----------- | ---------- |
| 1     | 300                | 1970           |         |           |             | in Betrieb |
| 2     | 300                | 1971           |         |           |             | in Betrieb |
| 3     | 300                | 1971           |         |           |             | in Betrieb |
| 4     | 300                | 1971           |         |           |             | in Betrieb |
| 5     | 300                | 1971           |         |           |             | in Betrieb |
| 6     | 300                | 1971           |         |           |             | in Betrieb |